# Біоліни
Біоліни (аломони (Braun, 1970), екомони (Pasteels, 1973) — біологічно активні продукти життєдіяльності організмів, які змінюють біоценотичне середовище і завдяки цьому відіграють важливу роль в алелопатії. Розділяються на фітоліни (Колесниченко, 1965), що виділяються рослинами, і телергони (Киршенблат, 1957), що виділяються тваринами.
Істотно змінюючи біоценотичне середовище, біоліни дуже сильно впливають на стан і чисельність популяцій різних видів рослин і тварин. Термін запропонував Б. О. Биков (1961).

## Фітоліни
Серед фітолінів переважають речовини, які діють як інгибітори (пригнічують розвиток і ріст): антибіотики, маразміни, фітонциди, коліни тощо. Менше розповсюджені фітоліни-стимулятори: ексцитатори, гібереліни, катаколіни та інтерколіни. Особливе місце займають гоноліни — речовини, які стимулюють виділення тваринами телергонів.

### Ексцитатори
Ексцитатори (від лат. excitator - збудник) - група речовин, які виділяються мікроорганізмами і стимулюють розвиток інших мікроорганізмів; наприклад, речовини, що виділяються Actinomyces, стимулюють розвиток пліснявих грибів.

### Гоноліни
Гоноліни (від грец. gone — сім'я) — виділяються рослинами і стимулюють виділення статевих гомотелергонів (гонофіонів) тваринами. Наприклад, гоноліни дуба викликають виділення статевих гормонів самицями метелика Polyphemum.

### Інтерколіни
Інтерколіни (від лат. inter — між та коліни) - різні щодо хімічного складу речовини, що виділяються вищими рослинами, і на відміну від бластоколінів, впливають стимулююче на вищі рослини інших видів, наприклад, глікозиди, що виділяються наперсником Digitalis purpurea, стимулюють ріст низки інших рослин.

### Катаколіни
Катаколіни (від грец. kata — донизу + коліни) — речовини, що виділяються вищими рослинами і діють стимулюючим чином на ґрунтові мікроорганізми. Наприклад, кореневі виділення Achillea millefolium стимулюють розвиток азотфіксаторів (Azotobacter) в її ризосфері.

### Коліни
Коліни (від лат. colin — стикатися вороже) — органічні речовини, що виділяються вищими рослинами і пригнічують інші види вищих рослин. Наприклад, етилен, який виділяється з плодів яблук, затримує проростання насіння і розвиток проростків багатьох видів рослин.

### Маразміни
Маразміни (від грец. marasmos — розкладання) — органічні речовини, що виділяються мікроорганізмами і пригнічуюче впливає на вищі рослини. Зокрема, лікомаразмін, який виділяється Fusarium oxysporum, гальмує розвиток низки вищих рослин. Багато маразмінів у лісовій підстилці та в самих верхніх шарах ґрунту. До складу маразмінів входять аміак, альдегіди та інші леткі речовини.

## Телергони
Серед телергонів вирізняють дві групи речовин: одні діють в межах свого виду — гомотелергони, другі — впливають на організми інших тварин — гетеротелергони.

### Гомотелергони
Гомотелергони (від грец. homos — рівний і телергони (Киршенблат, 1968)) — біоліни тварин, які впливають на особин одного і того ж виду. Включають:
- епагони — пахучі речовини приваблючої дії;
- одміхніони — пахучі речовини для позначок-орієнтирів (у суспільних комах і низки хребетних);
- торибони — викликають тривогу, втечу, напад і захист;
- гонофіони — викликають формування або зміну ознак статі (у червів, молюсків, комах);
- гамафіони — стимулюють статеве дозрівання і розмноження (у багатощетинкових червів, комах та ін.);
- етофіони — викликають характерну поведінку або прояви певних інстинктів (у комах та ін. тварин).

### Гетеротелергони
Гетеротелергони (від грец. heteros — інший та телергони (Киршенблат, 1968)) — біоліни тварин, які впливають на тварин інших видів.
Серед них:
- ліхневмони — речовини, що виділяються мірмекофілами (постійними мешканцями мурашників і термітників), і викликають у мурах і термітів певну поведінку, наприклад, пілкування про потомство, відкладене мірмекофілами;
- амінони — речовини для захисту від ворогів (у багатоніжок, комах, амфібій);
- ксеноблаптони — токсини ендопаразитів.

Деякі з телергонів, які виділяються в біоценотичне середовище, впливають не лише на тварин, але й на рослини. У цій функції їх називають фітогонами.

## Неорганічні біоліни
Окрім цих органічних біолінів істотну роль відіграють і неорганічні, але також біогенні, речовини (гіпобіоліни), що виділяються рослинами і тваринами, наприклад, вуглекислий газ, водень, азотиста кислота (нітритними бактеріями), сульфіти (сіркобактеріями), солі (при «плачі» галофільних дерев).